# Église de la Visitation-de-la-Sainte-Vierge de Châtillon-lès-Sons
L'église de la Visitation-de-la-Sainte-Vierge est une église située à Châtillon-lès-Sons, en France.

## Description
Plusieurs parties sont du XIXe siècle. L'arcade qui supporte le clocher porte l'inscription : Roulard, curé, 171. (dernier chiffre illisible) ; une chapelle a été bâtie en 1843, et refaite en 1867 ; une autre date seulement de 1872.

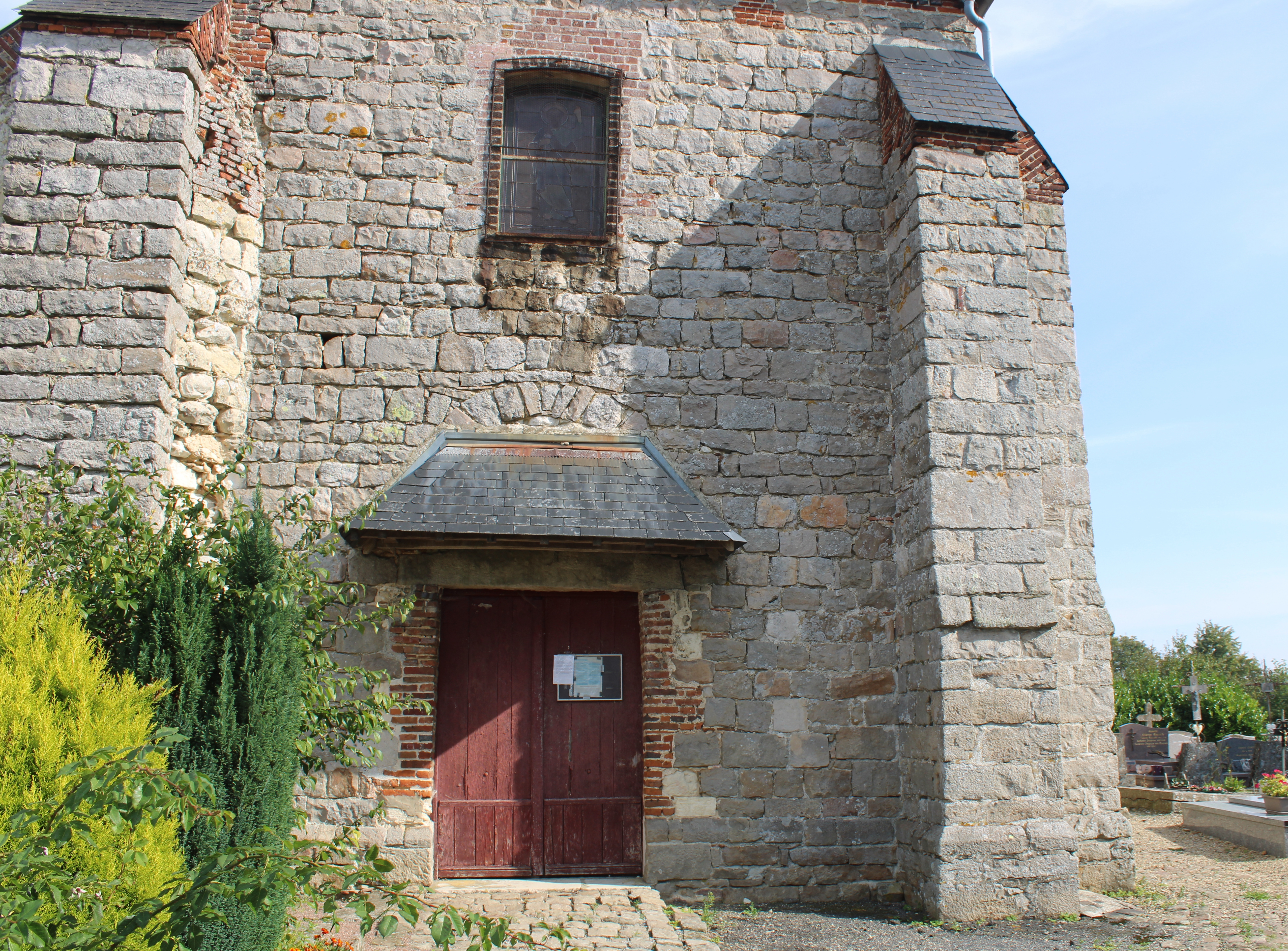
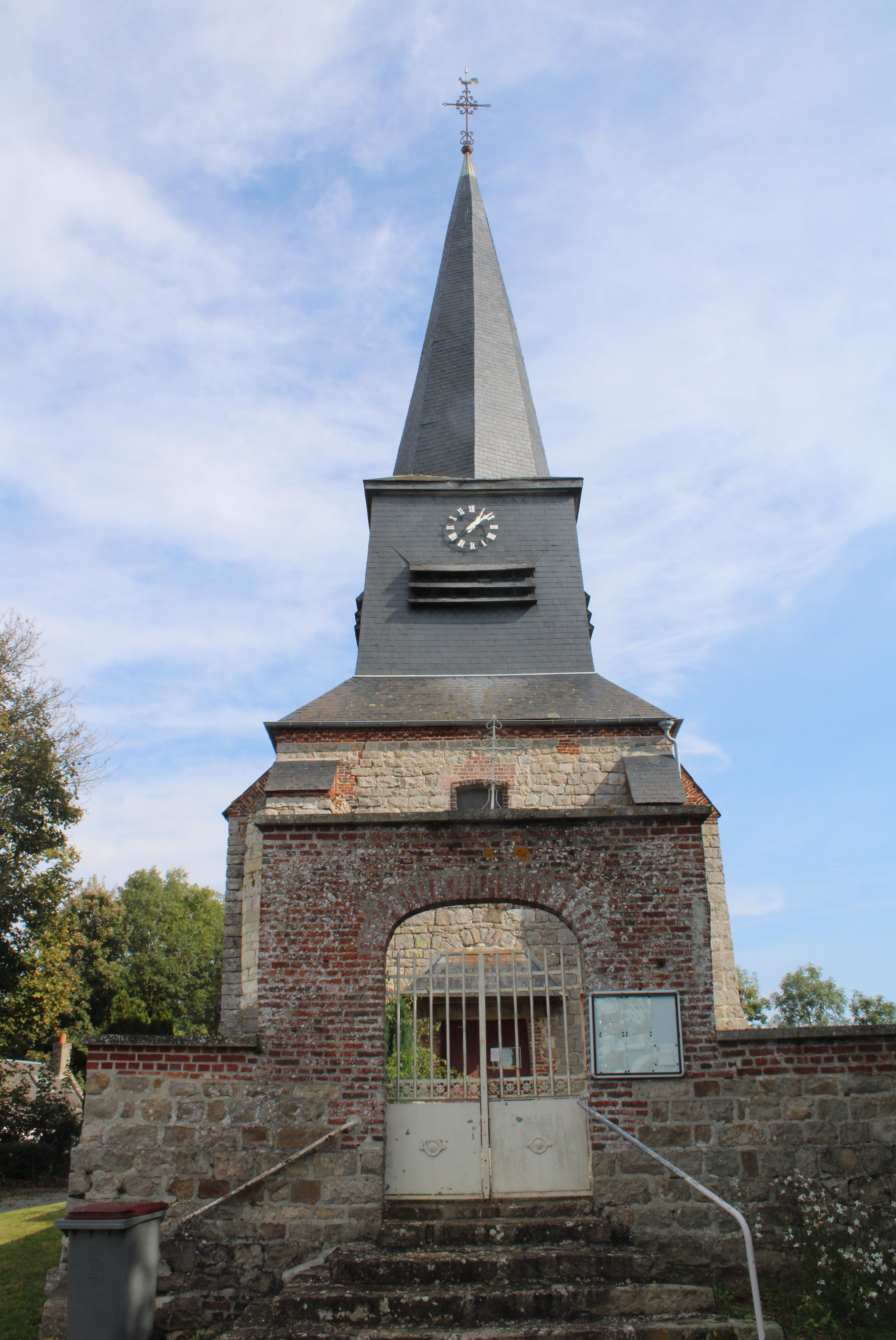
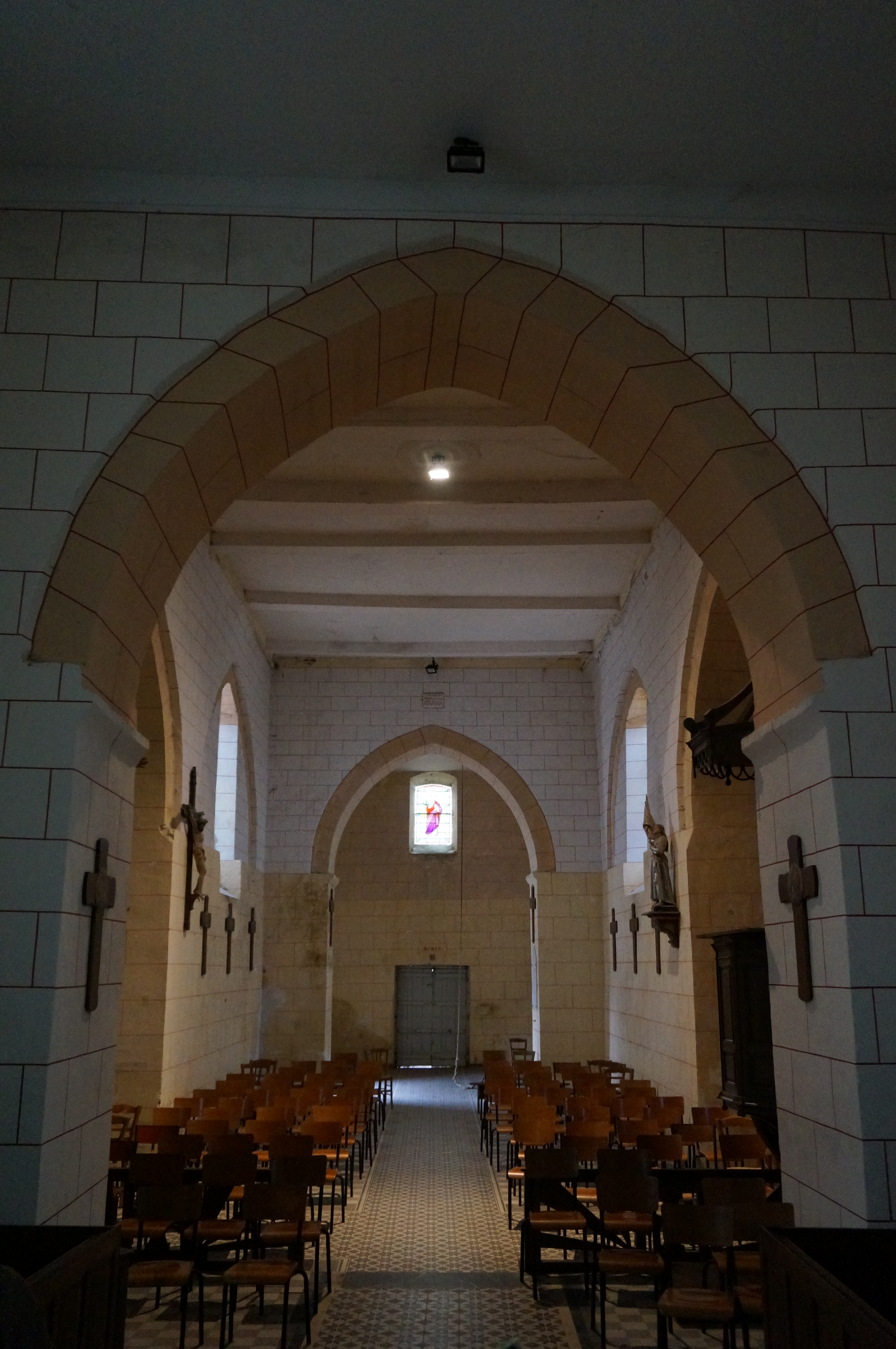
Vue de la nef
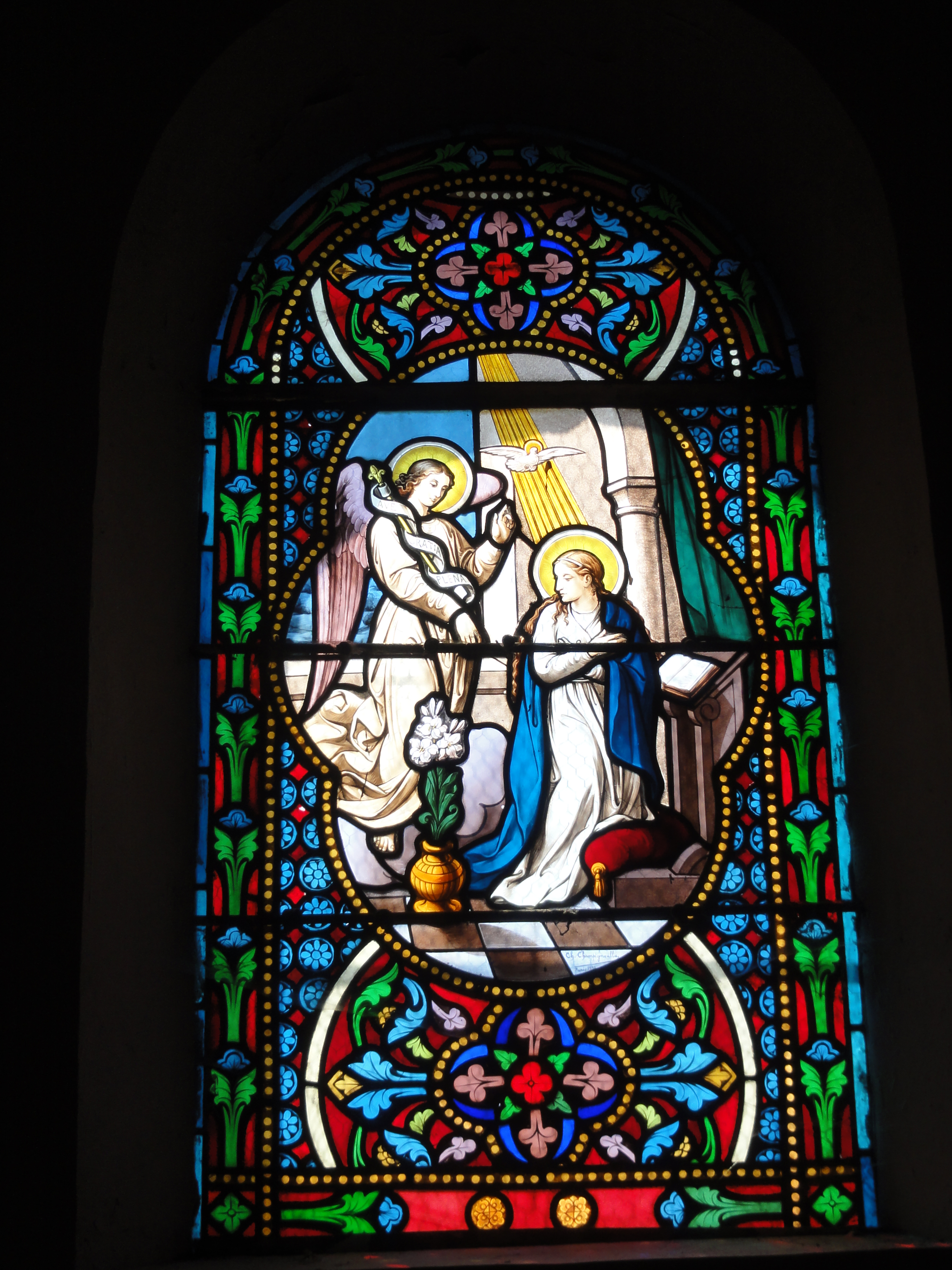
Vitrail de la visitation
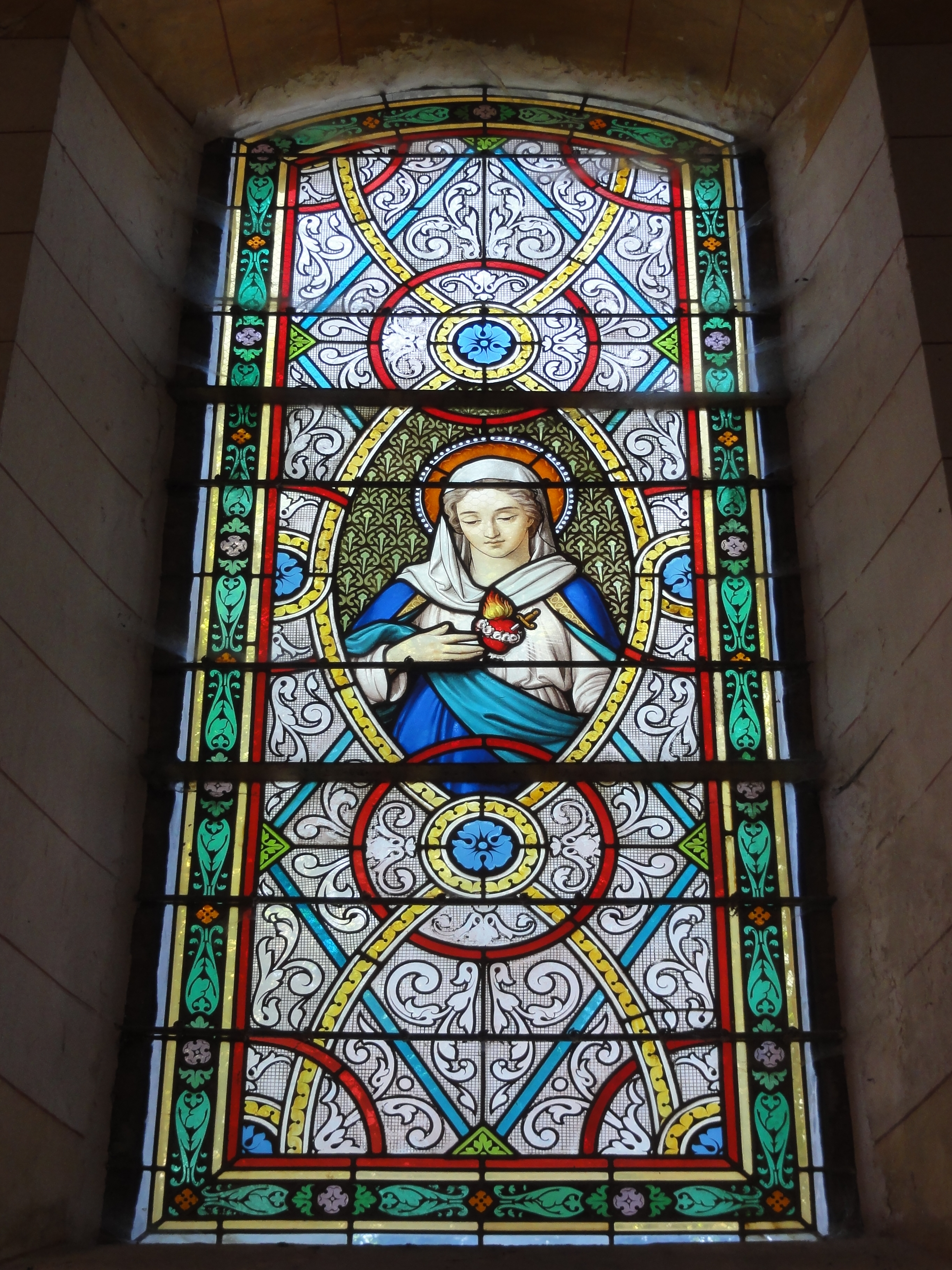
Vitrail sacré-cœur de la Vierge Marie

## Localisation
L'église est située sur la commune de Chatillon-les-Sons, dans le département de l'Aisne.